# Pseudostixis griseostictica
Pseudostixis griseostictica là một loài bọ cánh cứng trong họ Cerambycidae.